# HD 28700
HD 28700，又名CD-46 1427，SAO 216832、HR 1433，是一颗恒星，视星等为6.16，位于銀經252.54，銀緯-43.37，其B1900.0坐标为赤經4h 26m 22.4s，赤緯-46° -43.37′ 3″。